# KGM 토레스
KGM 토레스(KGM Torres)는 KG모빌리티(출시 당시는 쌍용자동차)에서 2022년 7월 5일에 출시한 전륜구동 기반의 중형 SUV다.
쌍용자동차의 이름을 마지막으로 걸고 출시하는 SUV다. 쌍용자동차의 차종 중에서 처음으로 전후면 로고가 없이 나오며, 2022년 6월 13일에 사전 계약을 시작하였다. 사전계약 첫날 사전계약 대수가 12,383대를 기록했다.
내연기관 사양은 전량 가솔린 엔진만 나온다. 2023년 1월 10일에는 LPG 겸용인 전륜구동 바이퓨얼 사양을 추가했고, 부분변경 때 바이퓨얼 4륜구동도 추가했다. 2023년에는 EV 버전인 EVX의 런칭을 결정하고, 제14회 서울모빌리티쇼에서 EVX 실차를 공개한 후 동년 9월 20일에 출시했다.
KG모빌리티는 토레스를 기반으로 2세대 액티언, 전기 픽업트럭 무쏘 EV 등 여러 파생 모델을 개발했다.

## 1세대(J100)

### 토레스(2022년7월 5일~현재)

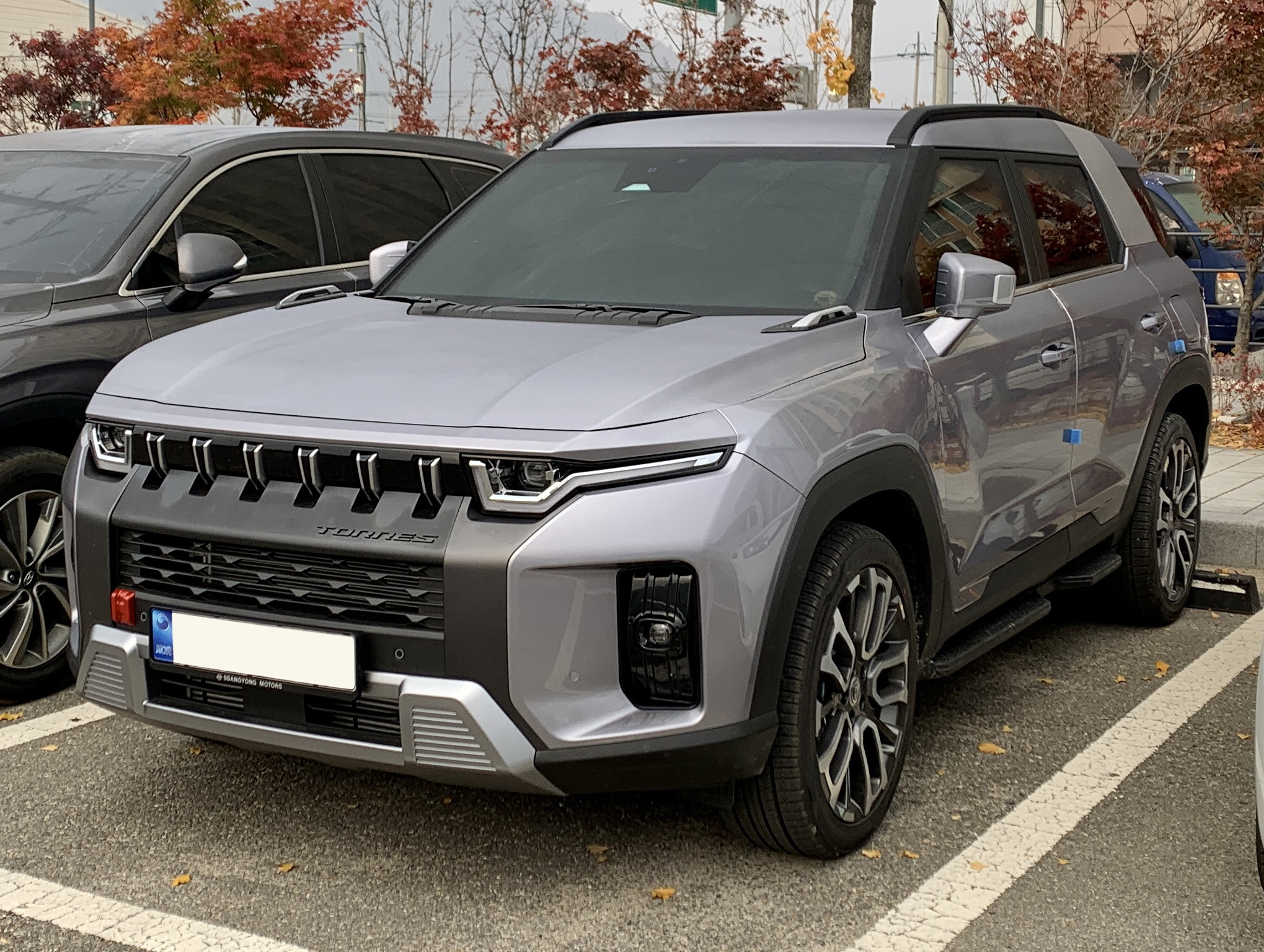
KGM 토레스 정측면

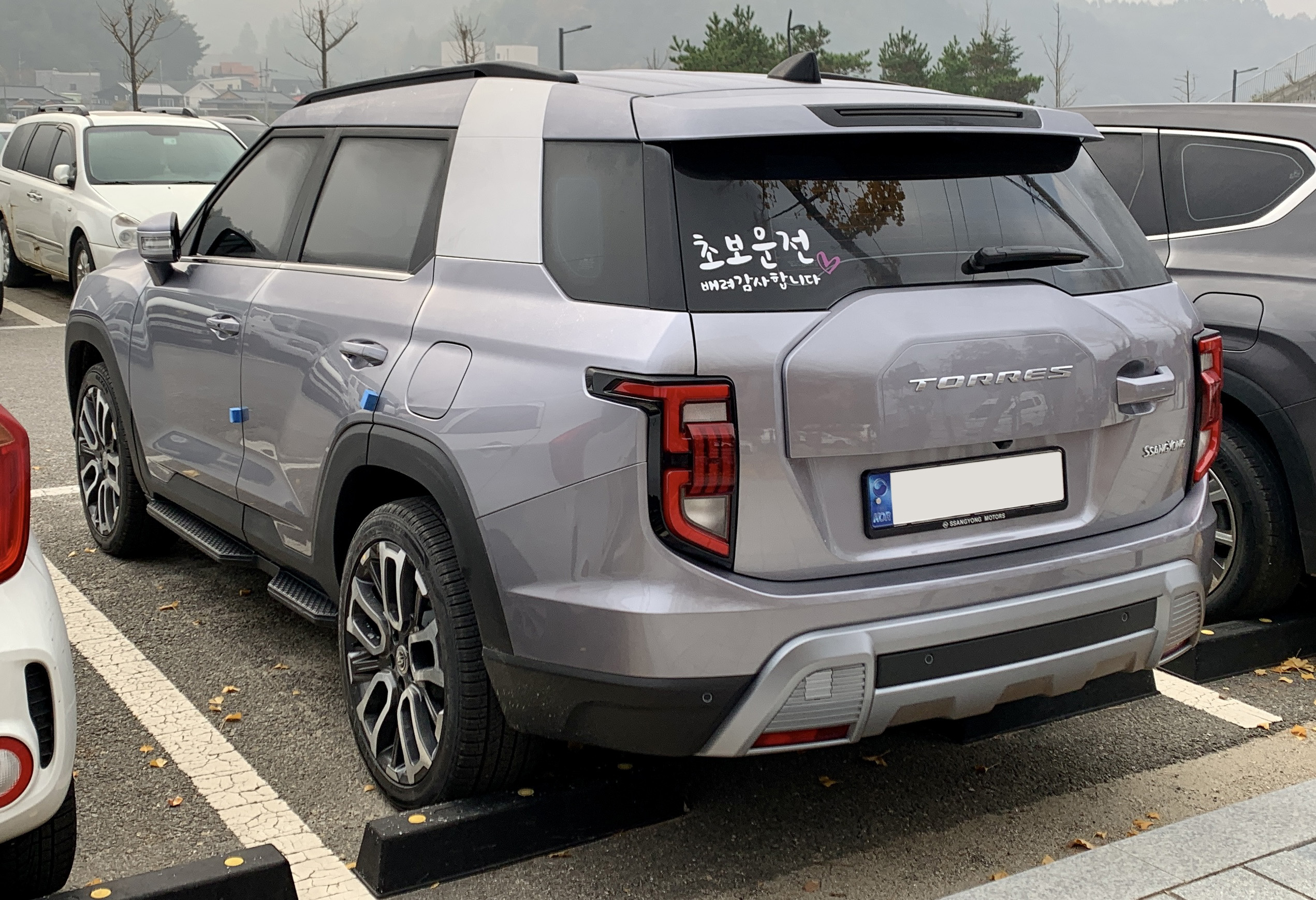
KGM 토레스 후측면

2022년 7월 5일에 출시했으며, 허머와 비슷한 앞모습으로 이목을 끌었다. 170마력 1.5리터 가솔린 터보 엔진과 아이신 6단 자동변속기가 달린다. 수동변속기는 수출용에만 장착한다. 사전계약 하루동안 약 12,000대가 계약되었으며 가격은 T5가 2,740만원, T7이 3,020만원이다. 전륜구동을 기본으로 하며, 4륜구동은 옵션이다. 2인승 밴에도 4륜구동 선택이 가능하다.
2023년 1월 10일에는 LPG 겸용 1.5리터 바이퓨얼 터보 사양을 추가했으며, 출시 초기에는 전륜구동만 나왔다. 바이퓨얼의 출력은 기존보다 5마력 낮은 165마력이다.
2023년 9월 20일에는 EV 버전인 EVX를 추가하며, 8월부터 온라인으로 사전 계약을 받았다. LG에너지솔루션의 충전지 공급 지연 때문에 생산에 차질을 빚었던 4세대 코란도 EV와 달리, BYD의 리튬인산철 충전지를 이용하며 용량은 73.4kWh다. 2023년 제14회 서울모빌리티쇼에서 실차를 공개했고, 전륜구동으로 나온다. 항속거리는 상온 기준 433km(시내 473km, 고속 385km), 저온 기준 333km(시내 310km, 고속 361km)로 인증받았다. KG모빌리티가 코란도 EV를 한동안 수출 물량으로만 생산하면서, EVX는 대한민국에 본격적으로 판매를 시작하는 KG모빌리티의 EV가 됐다. 또한 토레스 EVX도 간간히 영업용 택시로 이용되어 왔으며, 2024년 5월 23일에 바이퓨얼 택시와 함께 EVX의 택시 사양이 출시되면서 KG모빌리티는 택시 시장에 뛰어들었다.
2023년 9월에 내연기관 모델은 연식 변경을 단행했으며, 2인승 밴 모델을 추가했다. 전륜구동만 나왔던 바이퓨얼 모델은 4륜구동 옵션을 추가했다. 다만 하이브리드 자동차가 아님에도 출시 당시 "하이브리드"로 이름을 붙여서 논란이 되었던 LPG 바이퓨얼 터보 사양은 2025년 경 하이브리드 파워트레인이 출시된다는 점을 고려하여 "하이브리드 LPG"에서 "바이퓨얼"로 명칭을 정정했다.
해외 시장에도 수출하며, 2023년 9월에는 스페인 현지에서 축구인 페르난도 토레스를 모델로 선정하여 화제가 되었다. 콜롬비아 시장에는 "액티언 토레스"라는 차명으로 수출한다.
2024년 5월 30일에는 EVX 밴이 추가됐다.
2025년에는 1.5리터 가솔린 터보 하이브리드를 추가하며, 하이브리드는 전륜구동만 나온다. 이는 2세대 액티언 하이브리드도 동일하다.

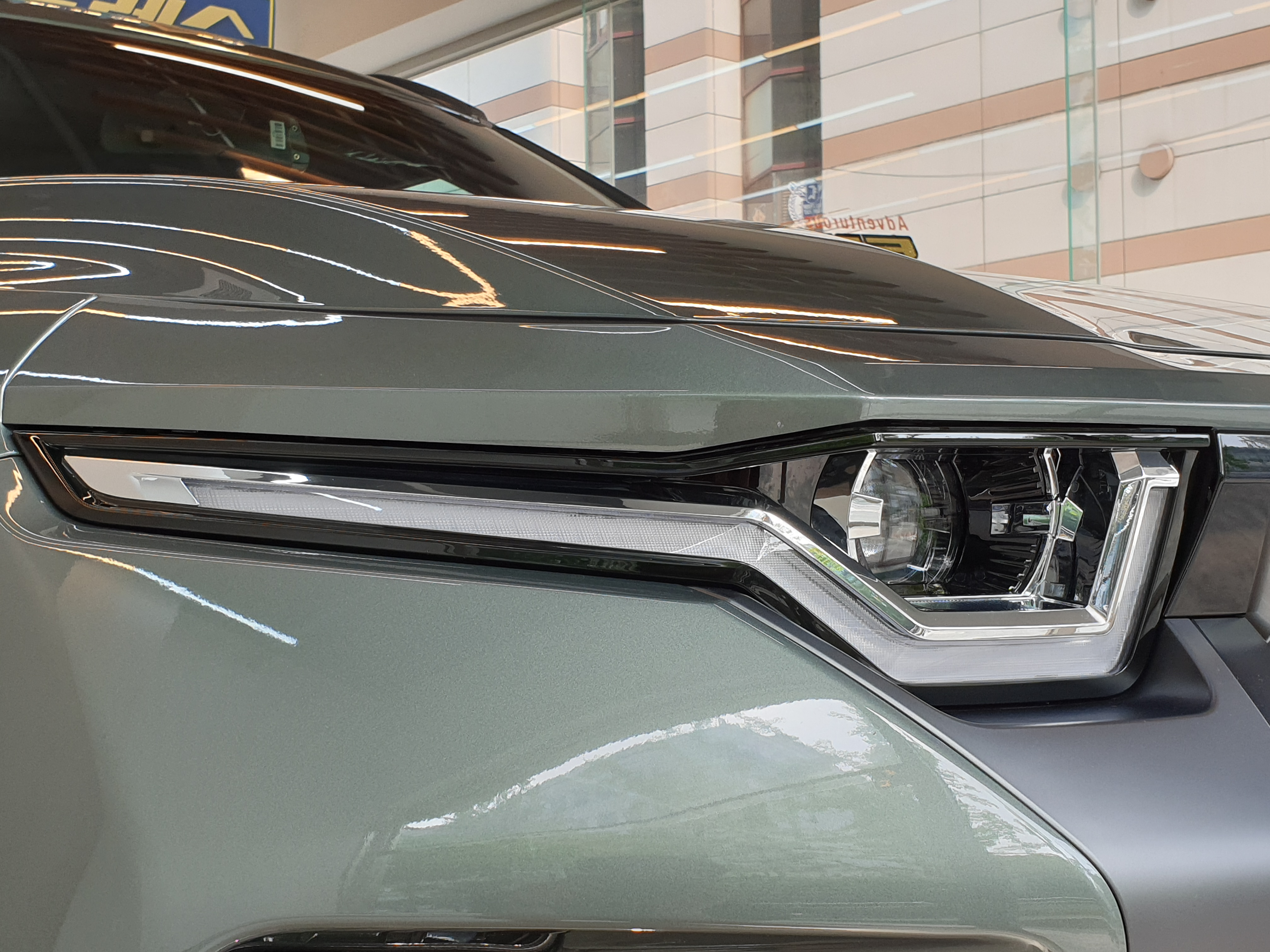
KGM 토레스 헤드램프
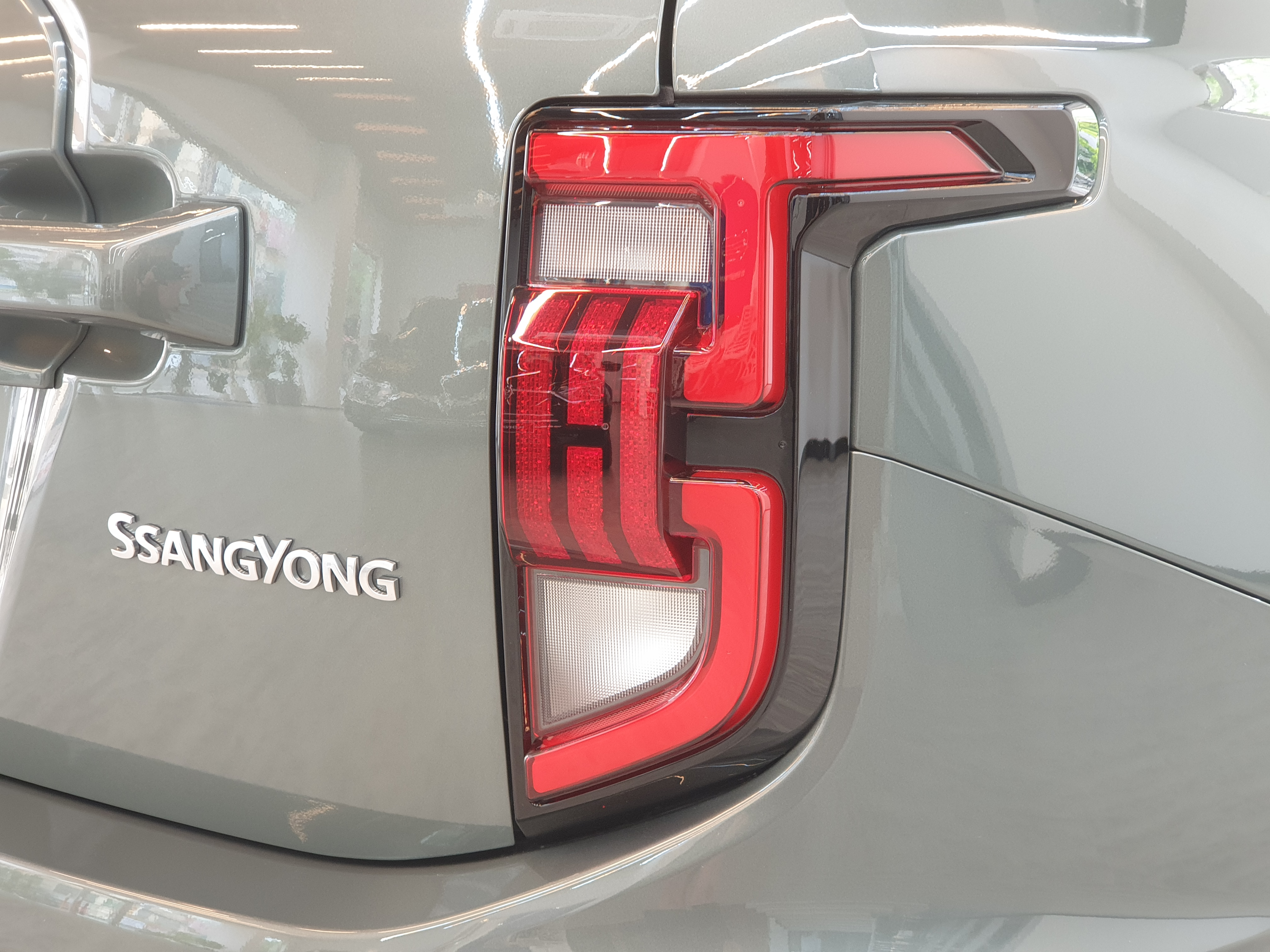
KGM 토레스 테일램프
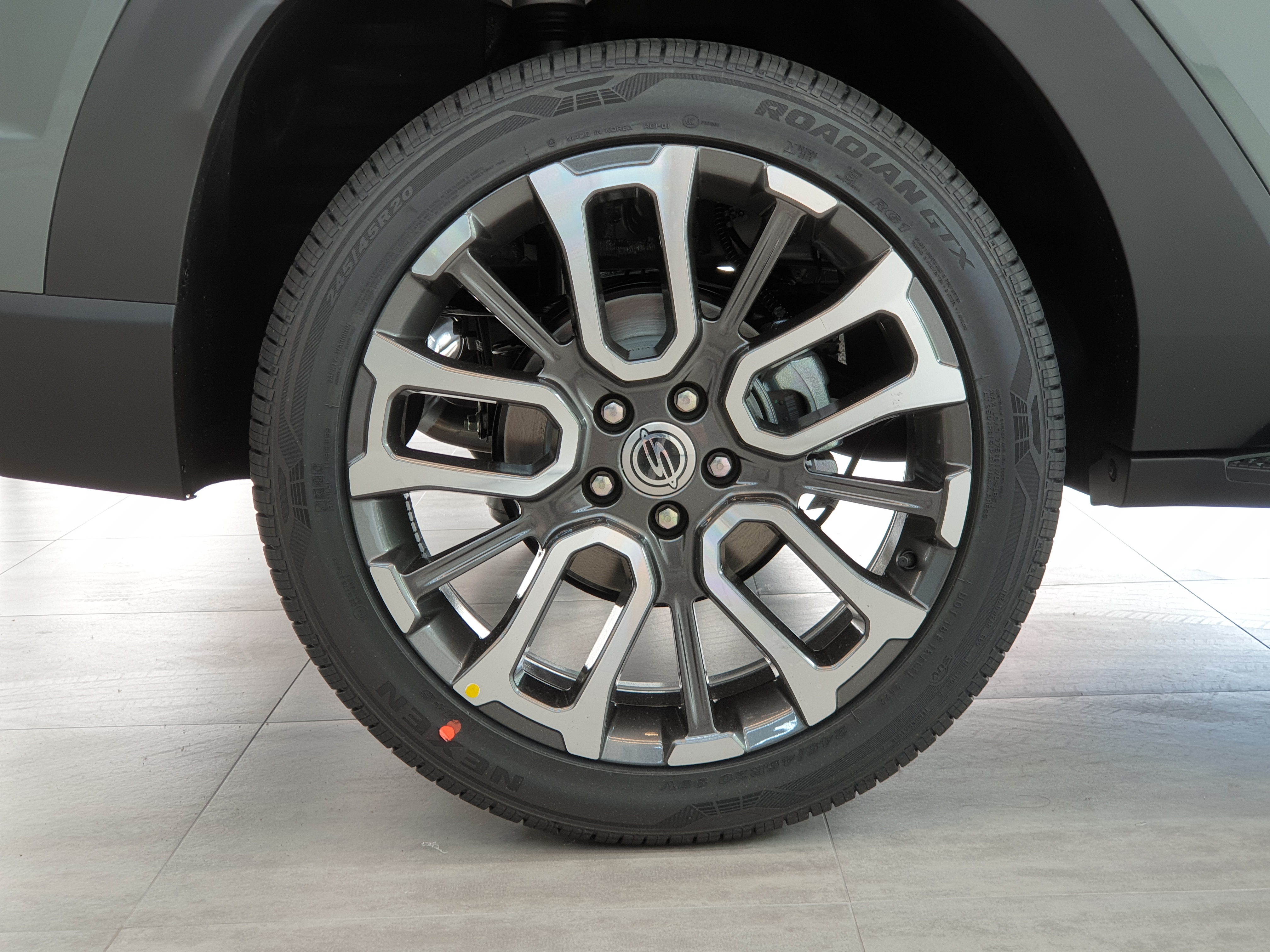
KGM 토레스 20인치 휠
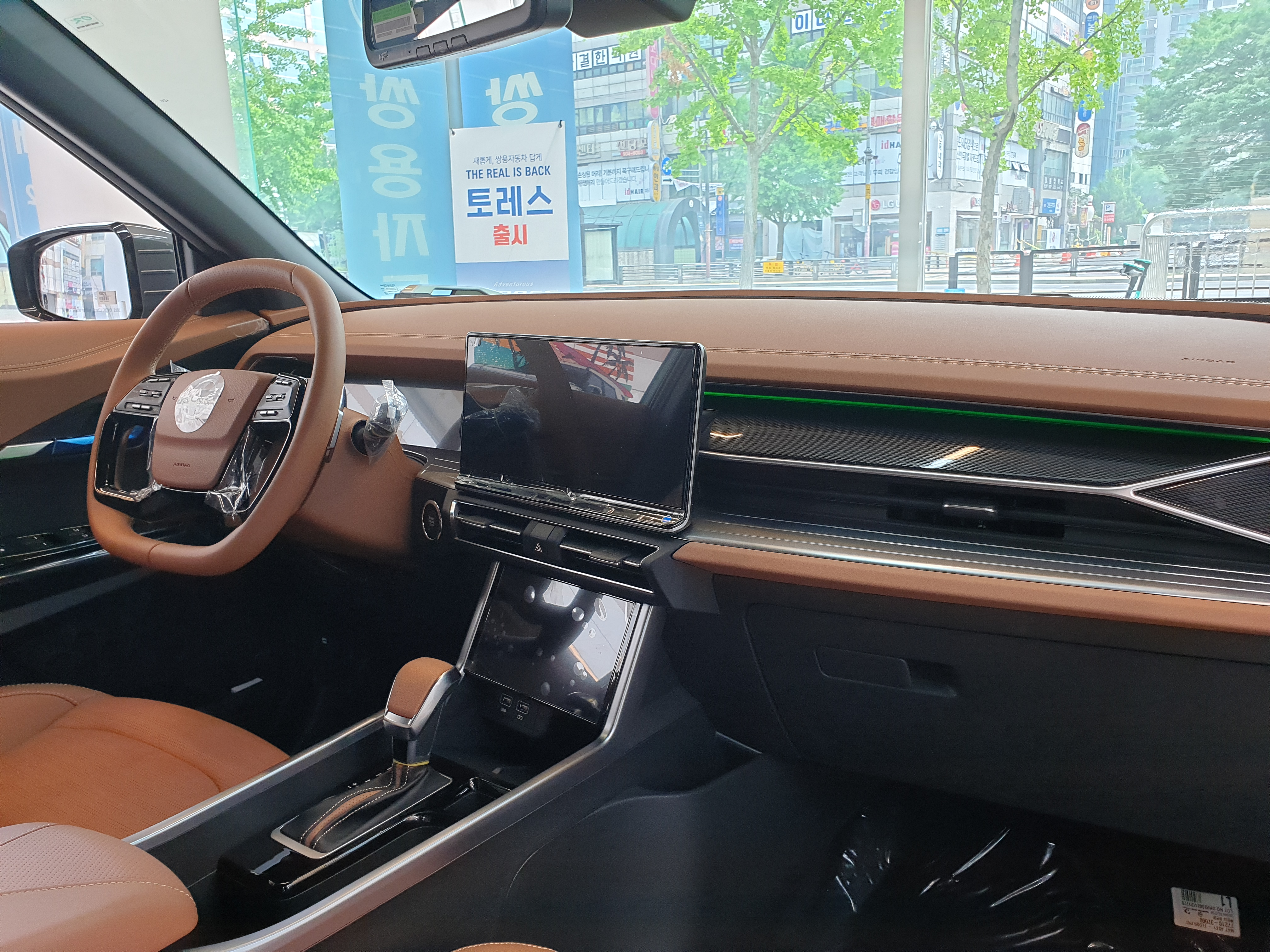
KGM 토레스 실내(브라운)
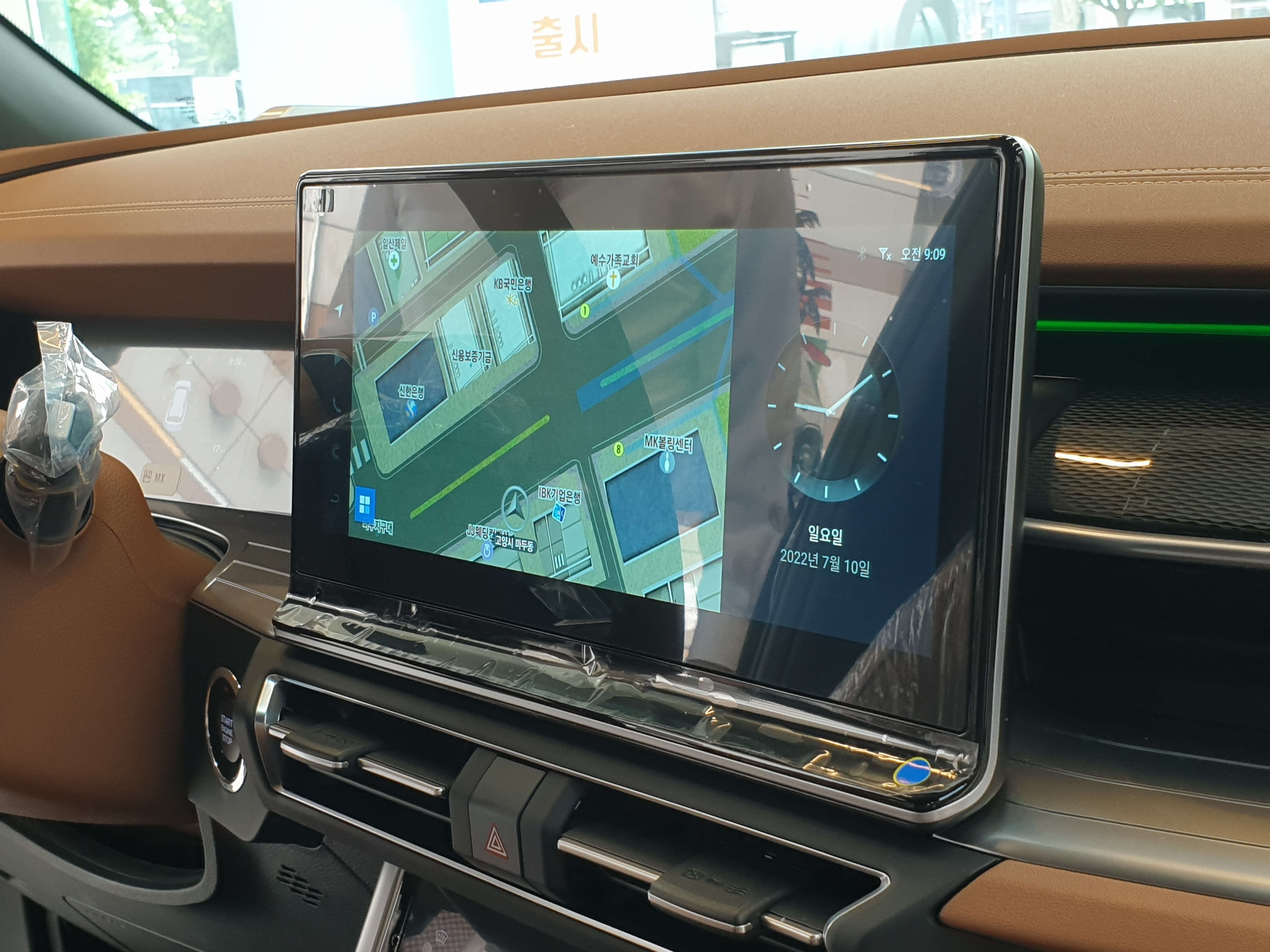
KGM 토레스 12.3인치 실내 디스플레이

###### 제원
| 구분               | 토레스 1.5ℓ 터보 가솔린                                                       |
| ------------------ | ----------------------------------------------------------------------------- |
| 전장 (mm)          | 4,700                                                                         |
| 전폭 (mm)          | 1,890                                                                         |
| 전고 (mm)          | 1,720                                                                         |
| 축거 (mm)          | 2,680                                                                         |
| 윤거 (전, mm)      | 1,610                                                                         |
| 윤거 (후, mm)      | 1,630                                                                         |
| 승차 정원          | 5명                                                                           |
| 변속기             | 자동 6단                                                                      |
| 서스펜션 (전/후)   | 맥퍼슨 스트럿/멀티링크                                                        |
| 구동 형식          | 전륜구동/4륜구동                                                              |
| 연료               | 가솔린                                                                        |
| 배기량 (cc)        | 1,497                                                                         |
| 최고 출력 (ps)     | 170                                                                           |
| 최대 토크 (kg*m)   | 28.6                                                                          |
| 연료 탱크 용량 (ℓ) | 50                                                                            |
| 공차 중량 (kg)     | 1,520(전륜구동) 1,610(4륜구동)                                                |
| 연비 (km/ℓ)        | 도심 10.2/고속 12.5/복합 11.2(전륜구동) 도심 9.3/고속 11.4/복합 10.2(4륜구동) |
| Co2 배출량 (g/km)  | 149(전륜구동) 164(4륜구동)                                                    |

### 토레스 EVX

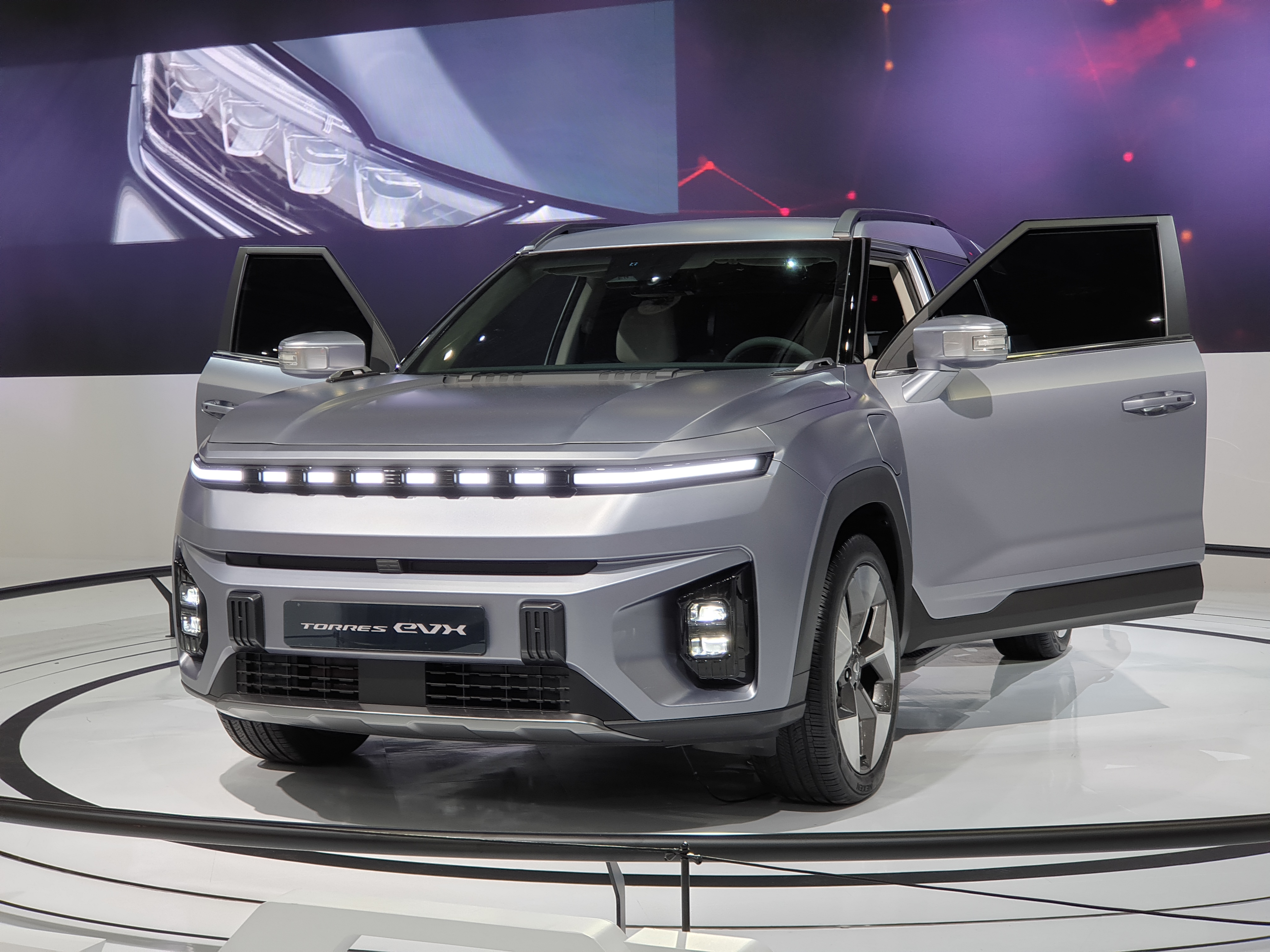
KGM 토레스 EVX 전면
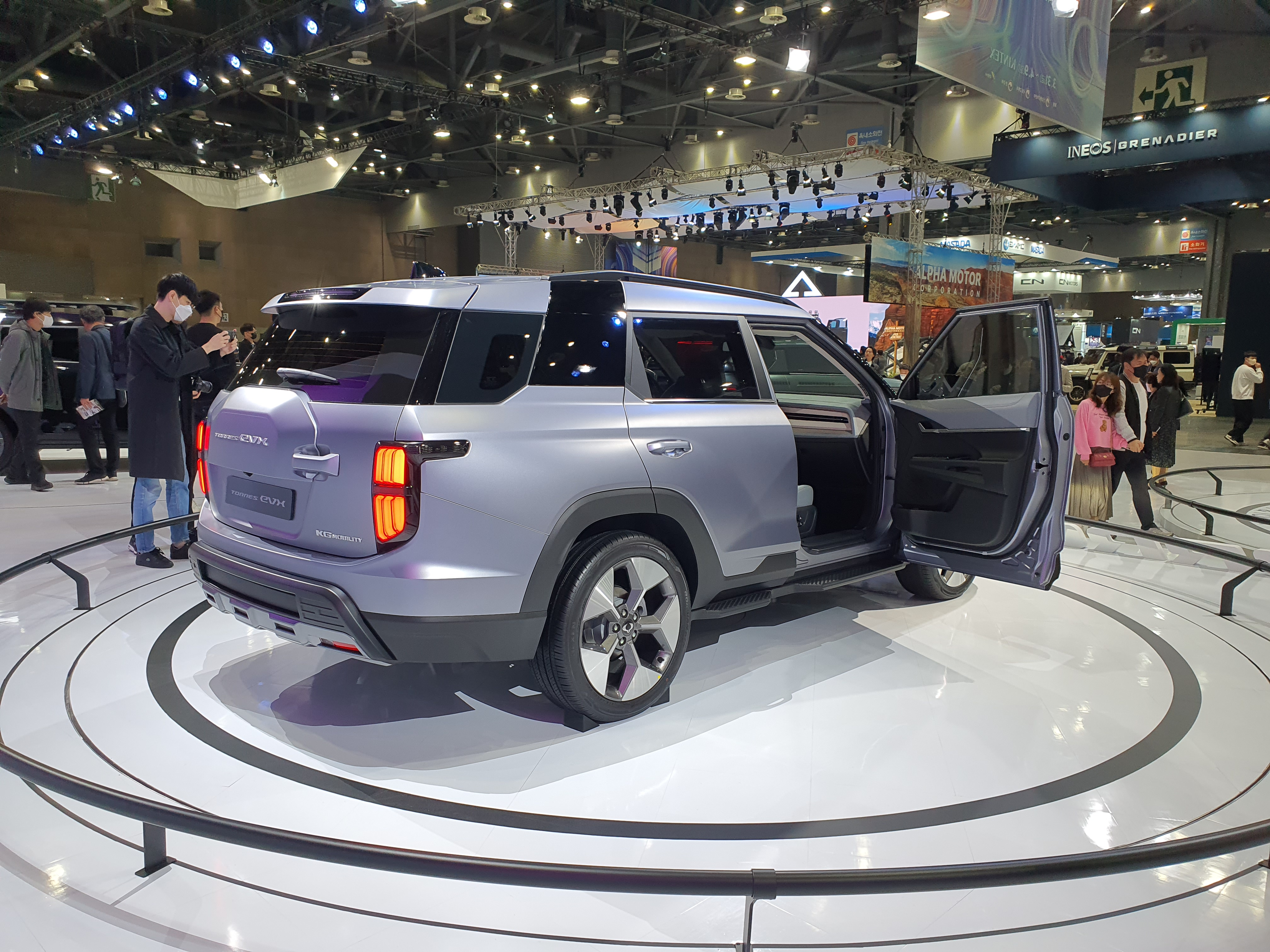
KGM 토레스 EVX 후면
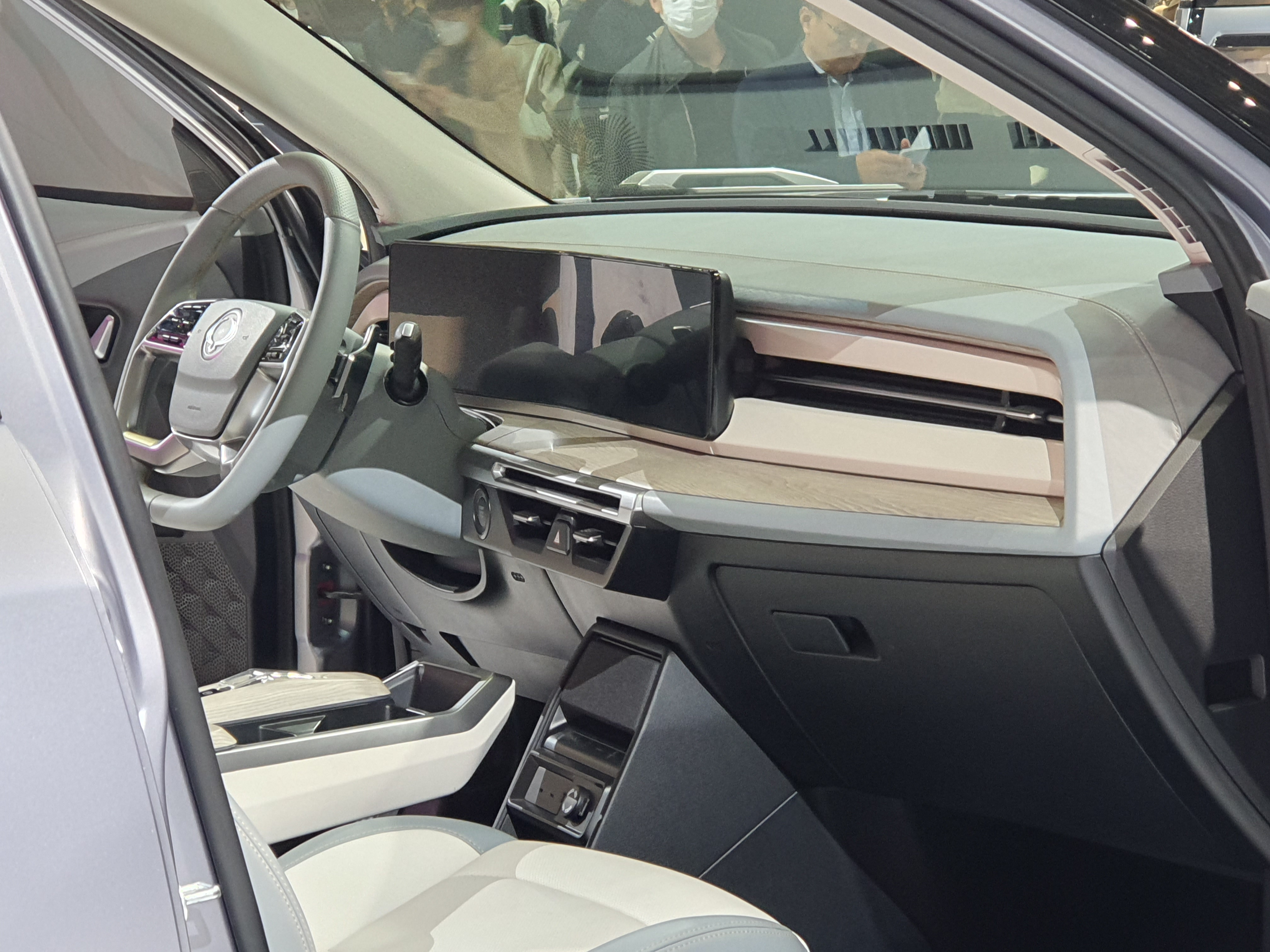
KGM 토레스 EVX 실내

## 경쟁 차량
- 현대 투싼
- 기아 스포티지
- 르노코리아 QM6
- 쉐보레 이쿼녹스
- 르노 에스파스
- 토요타 RAV4
- 혼다 CR-V
- 닛산 로그, 닛산 X-트레일
- 마쓰다 CX-5, 마쓰다 CX-50
- 포드 이스케이프, 포드 쿠가
- 지프 커맨더
- 푸조 3008
- 시트로엥 C5 에어크로스
- 오펠 그랜드랜드 X